# Kota Hoshi
Kota Hoshi (星 広太 Hoshi Kota?, nacido el 27 de julio de 1992 en Kanagawa) es un futbolista japonés que se desempeña como centrocampista.

## Trayectoria

### Clubes
| Club                | País  | Año    |
| ------------------- | ----- | ------ |
| Fukushima United FC | Japón | 2015 - |

## Estadística de carrera

### J. League
| Club                | Año   | J. League | J. League | Copa J. League | Copa J. League | Total | Total |
| Club                | Año   | Part.     | Goles     | Part.          | Goles          | Part. | Goles |
| ------------------- | ----- | --------- | --------- | -------------- | -------------- | ----- | ----- |
| Fukushima United FC | 2015  | 28        | 1         | -              | -              | 28    | 1     |
| Fukushima United FC | 2016  | 28        | 5         | -              | -              | 28    | 5     |
| Fukushima United FC | 2017  | 32        | 7         | -              | -              | 32    | 7     |
| Total               | Total | 88        | 13        | 0              | 0              | 88    | 13    |